# ウォーターバレーボール

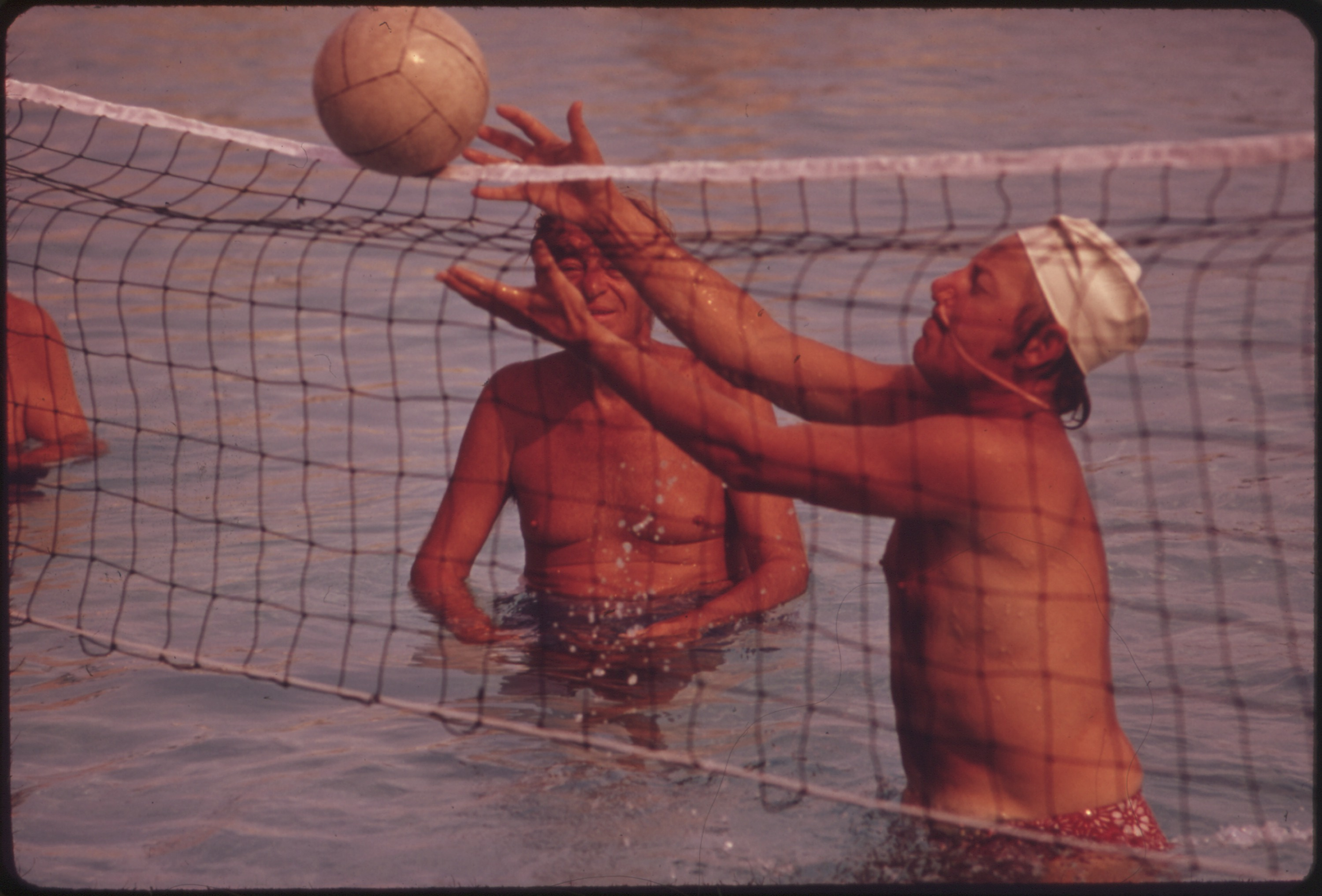

ウォーターバレーボール（英Water volleyball）は、水上で行われるバレーボールである。

## 解説
基本ルールは通常のバレーボールと同じで、バレーボールもウォーターバレーボールもネットがあるが少し形式が違う。
陸でやるバレーボールのネットは、ネットがポールに引っかけてとりついている。ウォーターバレーボールは、ポールの上にネットがとり付けられており、ポールも浮き輪と同じ素材のものが使われている。